# シアリーズ級軽巡洋艦
シアリーズ級軽巡洋艦（Ceres class Light cruiser）はイギリス海軍の軽巡洋艦の艦級で、本級はC級軽巡洋艦のサブグループの一つに分類されている。

## 概要
本級は1916年度計画に於いて5隻の建造が承認された。本級はカレドン級を基にして、イギリス軽巡洋艦初の試みとして15.2cm速射砲のうち1番・2番砲を初めて背負い式で2基配置したクラスである。これにより門数はそのままながら前方火力は2倍となった。艦首側に重量物が増加したため艦首の凌波性が低下し、改善策として艦橋と前部マストの位置を約14mほど後方に下げたが、それでも凌波性は不十分で荒れた天候では艦首砲の運用が困難であった。
本級は第二次世界大戦に5隻とも参加したが、このうち「キュラソー」、「カーリュー」、「コヴェントリー」の3隻のみ兵装を更新して防空巡洋艦へと改装された。本級のうち「キュラソー」は1942年に船団護衛中に輸送船として徴用されていた自国の客船「クイーンメリー」に衝突されて沈没した事で知られる。

## 艦形
本級の船体は短船首楼型船体を採用していたが船首楼は1番煙突の側面まで延長された。艦首は垂直に切り立った艦首から甲板上に主砲の「Mk XII 1906年型 15.2cm（50口径）速射砲」が防盾の付いた単装砲架で背負い式に2基、2番主砲の基部から上部構造物が始まり、司令塔を組み込んだ艦橋を基部として2段の見張り所を持つ三脚型の前部マストが立つ。
その背後に2本煙突が立ち、対空火器として7.62cm高角砲が1番煙突の側面に片舷1基ずつ計2基が配置された。2番煙突の背後に3番主砲が配置された。その周囲は艦載艇置き場となっており、艦載艇は2本1組のボート・ダビットが片舷3組で計6組により運用された。後部甲板上に上部構造物が設けられ、後部射撃指揮所と後部単脚マストの後ろには4番・5番15.2cm速射砲が後ろ向きの背負い式配置で2基が配置された。

### 防空巡洋艦への改装

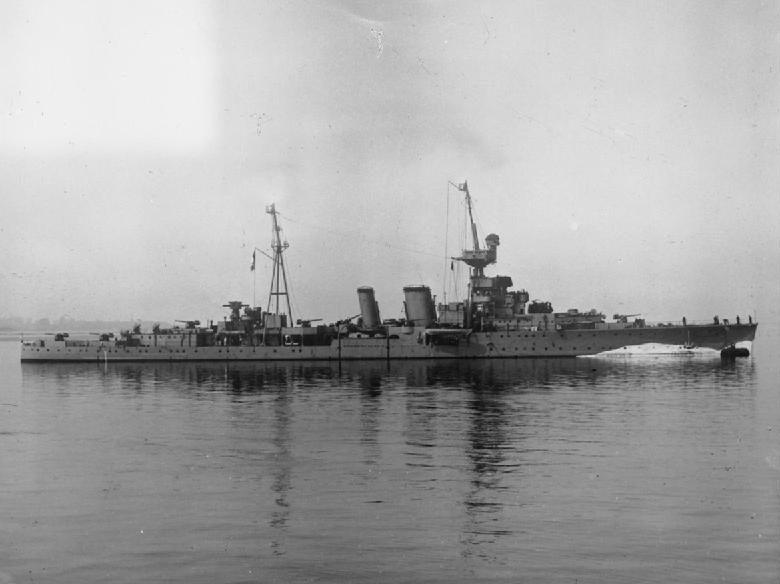
防空巡洋艦へと改装された「コヴェントリー」

前述通りに「カーリュー」、「コヴェントリ」と「キュラソー」は全ての武装が撤去され防空巡洋艦へと改装されたが、「カーリュー」、「コヴェントリ」は改装時期が早く、「コヴェントリー」はポーツマス造船所、「カーリュー」はチャタム造船所にて1935年から1936年にかけて防空巡洋艦へと改装された。全ての武装が撤去され、替りに「Mk V 10.2cm（45口径）高角砲」を甲板上に10基を搭載する設計となった。
武装配置は艦首甲板上に1番10.2cm主砲が単装砲架で1基、その背後の上部構造物に「ヴィッカース 4cmポンポン砲」を四連装砲架で1基配置した。艦橋構造は改正され2段の見張り所が設けられ、頂上部に露天の測距儀を置き、前部マストの頂上部に箱型対空指揮所に高角測距儀を1基を配置した。2本煙突を囲むように中央部甲板上に2番～7番10.2cm主砲が片舷3基ずつ配置された。後部指揮所は拡大されて測距儀と高角測距儀が直列に1基ずつ配置された。その背後に8番10.2cm主砲が1基と4cm単装ポンポン砲が直列に1基ずつ2基が配置され、甲板一段分下がった後部甲板上に9番・10番10.2cm主砲が直列に1基ずつ配置されて計10基となったが1940年に船体中央部の10.2cm主砲2基が撤去され8基に減少した。1939年に2隻とも12.7mm連装機銃4丁を搭載した。1942年に「エリコン 2cm（76口径）機関砲」が「カーディフ」に単装砲架で6基追加され、次いで「コヴェントリー」にも単装砲架5基が追加された。

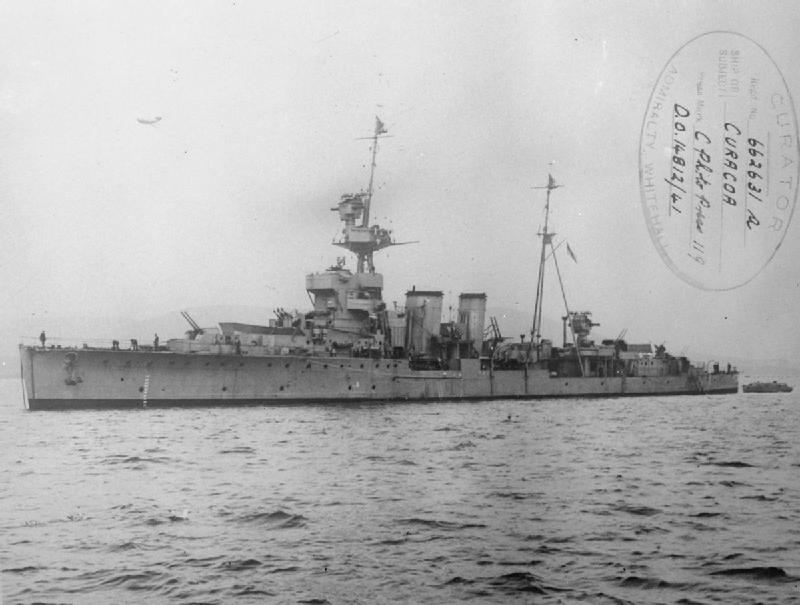
防空巡洋艦へと改装後の「キュラソー」

改装時期が遅くなった「キュラソー」は1939年から1940年にかけてチャタム造船所で改装が行われた。姉妹艦の改装実績を踏まえたために艦首甲板上の10.2cm高角砲は連装砲架1基となり艦首方向に指向出来る火力は2倍となった。2番15.2cm速射砲のあった箇所に「ヴィッカース 4cmポンポン砲」を四連装砲架で1基を配置していた。艦橋構造と三脚檣は塔型に近い近代的な物となり、対空見張り所はより洗練された。2本煙突の側面に4cm単装ポンポン砲が片舷1基ずつ2基配置された。2番煙突の背後に2番10.2cm連装高角砲が1基、後部構造物上の後部マストは前部と同じく三脚型となった。その背後に後部射撃指揮所が立ち、3番・4番10.2cm連装高角砲が背負い式で2基が配置された。1940年12月に17.8cm対空ロケット弾が20連装砲架で1基が搭載されたが、1941年9月に撤去されて替りに4cm単装ポンポン砲2基が追加され、282型レーダーと285型レーダーが設置された。

### 就役後の武装転換

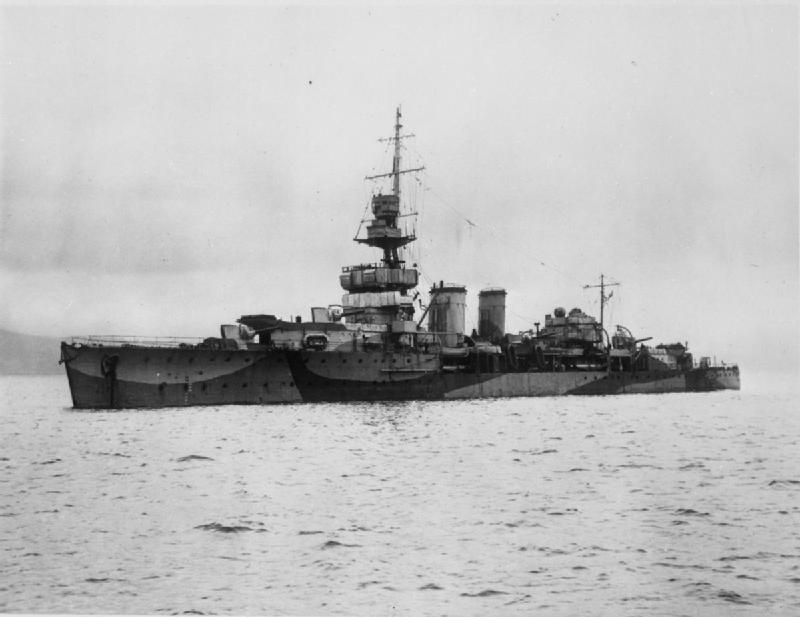
1942年に撮られた「カーディフ」。

- 1938年に「コヴェントリ―」は4cm8連装ポンポン砲1基を撤去し、「ヴィッカース 12.7mm（62口径）重機関銃」を四連装砲架で2基を追加した。1939年に「コヴェントリ―」、「カーリュー」は10.2cm単装高角砲2基を撤去し、このうち「カーリュー」は12.7mm四連装機銃2基を追加した。

- 1940年12月に「キュラソー」は「17.8cm20連装対空ロケット砲」を1基を搭載したが1941年9月に新型レーダーを282型と285レーダーに更新した際にロケット砲を撤去し、代わりに4cm単装ポンポン砲2基を搭載した。9月に「キュラソー」は273型レーダーを搭載した際にエリコン 2cm単装機銃5基を追加した。この改装時に満載排水量は5,400トンとなった。

1942年4月に「カーディフ」は290型レーダーを搭載する際に対空火器として「エリコン 2cm（76口径）機関砲」を単装砲架で6基を追加した。同じ年の5月に「コヴェントリー」はエリコン 2cm機銃を5基、「シアリーズ」は6基を搭載した。1943年に「カーディフは273型レーダーを搭載し、同年に「シアリーズ」は4cm単装ポンポン砲2基を撤去し、273型レーダーと290型レーダーを搭載した。1944年に「シアリーズ」は7.6cm単装高角砲2基を撤去し、代わりにエリコン 2cm単装機銃8基を追加した。

## 兵装

### 主砲

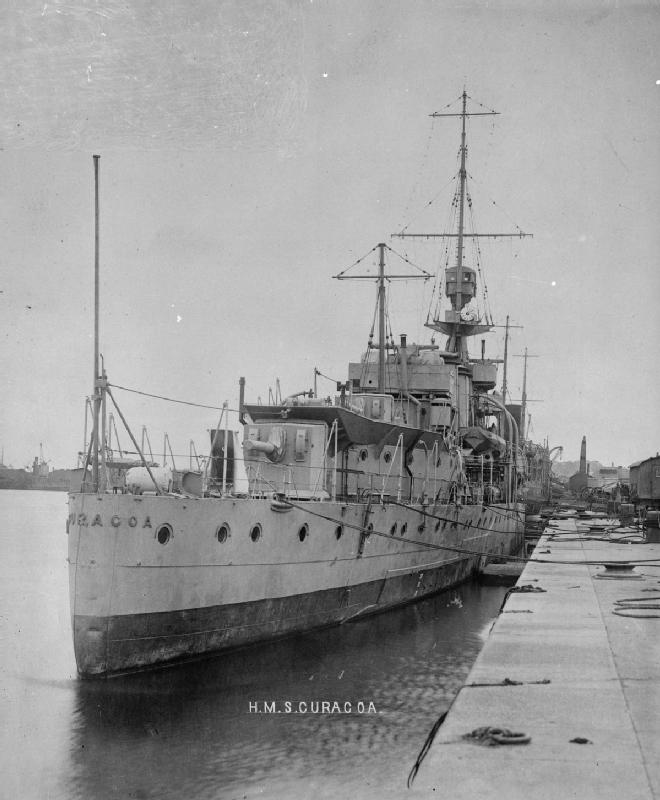
艦尾から取られた竣工時の「キュラソー」

主砲は「Mk XII 1913年型 15.2cm（45口径）速射砲」を採用した。その性能は重量45.36kgの砲弾を仰角30度で17,145mまで届かせられるこの砲を単装砲架で5基を搭載した。砲架の俯仰能力は仰角30度・俯角7度で旋回角度は左右150度の旋回角度を持っていたが実際は上部構造物により射界の制限を受けた。砲の旋回、砲身の上下・砲弾の装填の動力は人力を必要とした。発射速度は毎分5発である。

### 備砲、魚雷兵装
近接火器として「オチキス 4.7cm機砲」を単装砲架で4基、「ヴィッカース 4cm（39口径）ポンポン砲」を単装砲架で2基を搭載した。他に主砲では手に負えない相手への対抗として53.3cm魚雷発射管を水中で片舷1基ずつ計2基装備した。

### 防空巡洋艦の兵装
主武装として「Mk XVI 10.2cm（45口径）高角砲」を採用した。その性能は重量45.36kgの砲弾を仰角45度で18,150mまで届かせられ、最大仰角80度で高度11,890mまで到達できるこの砲を「コヴェントリー」「カーリュー」は単装砲架で、「キュラソー」は連装砲架で搭載した。砲架の俯仰能力は仰角80度・俯角10度で旋回角度は左右170度の旋回角度を持っていたが実際は上部構造物により射界の制限を受けた。砲の旋回、砲身の上下・砲弾の装填の動力は人力を必要とした。発射速度は毎分15発である。他に近接火器として「ヴィッカース 4cm（39口径）ポンポン砲」「ヴィッカーズ 12.7mm（62口径）機関銃」を採用した。その性能は0.37kgの砲弾を仰角45度で4,570m、最大仰角で730mまで届かせる能力があった。これを四連装砲架で3基を搭載した。砲架の俯仰能力は仰角80度・俯角10度である。旋回角度は360度の旋回角度を持つが実際は上部構造物により射界を制限された。発射速度はカタログデーターは毎分450発である。

## 防御

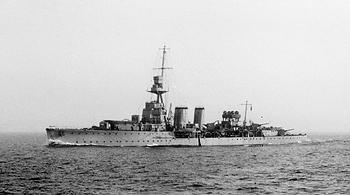
1942年に撮られた「カーディフ」。まだ舷側の舷窓を閉塞していない。舷窓が無い部分が舷側装甲帯の範囲で、機関部の側面を覆ってある。

本級の舷側防御は機関区の側面のみ防御した。水線部装甲が最厚部で76mm（51mm+25mm）で末端部は51mm（38mm+13mm）から38mm（25mm+13mm）へとテーパーした。前後の水密隔壁は25mmであった。
弾薬庫は舷側防御とは別個で側盾が98mmで前後隔壁が38mm、天蓋が25mmであった。主砲の防盾は最厚部で25mmでしかなかった。その下の甲板防御は機関区のみ25mmが貼られ、その装甲も機関区を守るだけの短い範囲内のみで艦首から艦橋脇、後檣から艦尾までの広範囲は無防御という有様であり、その防御様式が正しかったかは実戦で証明された。

## 機関
機関配置は第一次大戦前の「装甲巡洋艦」と同じく機関区前部にボイラー室、後部に機関室を置く旧時代的な配置を採っていた。
本級はボイラーはヤーロー式重油専焼水管缶6基とブラウン・カーチス式ギヤード・タービンを組み合わせ4基4軸推進であったが、「カーリュー」のみ比較研究のために姉妹艦で異なっておりパーソンズ式であった。最大出力40,000馬力で速力29.0ノットを発揮した。公試時のデータから重油935トンで10ノットで5,900海里を航行できると計算された。

## 参考図書
- 「世界の艦船 増刊第46集　イギリス巡洋艦史」（海人社)
- 「世界の艦船 2010年1月増刊号 近代巡洋艦史」（海人社）
- Conway All The World's Fightingships 1906–1921 (Conway)
- Conway All The World's Fightingships 1922-1946 (Conway)
- Jane's Fighting Ships Of World War I (Jane)